# Antonio López de Santa Anna
Antonio de Padua María Severino López de Santa Anna y Pérez de Lebrón (ur. 21 lutego 1794 w Xalapa-Enríquez, zm. 21 czerwca 1876 w Meksyku) – meksykański polityk konserwatywny i wojskowy, wielokrotny prezydent Meksyku.
W 1821 roku, po proklamacji „planu z Iguali”, poparł Agustina de Iturbide (1783–1824) i walczył o niepodległość Meksyku. Po uzyskaniu niepodległości przewodził czterem rebeliom (w 1823, 1828, 1832 i 1841 roku). Sprawował urząd prezydenta wielokrotnie przez różne okresy w latach: 1833–1835, 1839, 1841–1843, 1843–1844, 1846–1847 i 1853–1855. Odparł hiszpańską inwazję w 1829 roku, francuską w 1838 roku, a w 1836 roku wygrał bitwę o Alamo.
Jego przegrana w bitwie pod San Jacinto umożliwiła Teksasowi zdobycie niepodległości w 1836 roku. Największą porażką Santa Anny była przegrana wojna ze Stanami Zjednoczonymi (1846–1848), kiedy to Meksyk utracił na rzecz USA ponad połowę swojego terytorium. Wielokrotnie zmuszany do emigracji lub wypędzany z kraju, powrócił do kraju na mocy amnestii w 1874 roku. Zmarł w ubóstwie i zapomnieniu.

## Życiorys
Santa Anna urodził się 21 lutego 1794 roku w Jalapie Enriques w Veracruz. Jego rodzicami byli Antonio López de Santa Anna – niższy urzędnik hiszpańskiej administracji kolonialnej hiszpańskiej prowincji Vera Cruz i Manuela Pérez de Lebrón, a rodzina należała do klasy średniej tzw. criollo. Dzieciństwo spędził w Jalapie, Teziutlán i Veracruz.

### Walki o niepodległość Meksyku
Swoją karierę rozpoczął w 1810 roku jako kadet w pułku piechoty armii hiszpańskiej, w której osiągnął brevet najpierw na stopień kapitana w 1820 roku a rok później na porucznika. Walczył zarówno po stronie rojalistów, jak i powstańców.
Przez kilka lat pozostawał lojalny wobec Hiszpanii, walcząc z meksykańskimi bojownikami o niepodległość. W 1813 roku służył w Teksasie, gdzie walczył przeciwko meksykańskiej armii Gutiérreza (hiszp. Ejército Republicano del Norte), a za udział w bitwie pod Mediną został odznaczony za męstwo. Santa Anna był świadkiem brutalnych akcji odwetowych i masowych egzekucji przeprowadzonych z rozkazu hiszpańskiego komendanta José Joaquína de Arredondo (1776–1837), co według niektórych historyków mogło mieć wpływ na postępowanie Santa Anny później podczas rewolucji teksańskiej.
W 1821 roku, po proklamacji „planu z Iguali” poparł Agustina de Iturbide (1783–1824), który pokonał Hiszpanów. W wieku 27 lat uzyskał stopień generała. W grudniu 1822 roku powodowany osobistym konfliktem z Iturbidem zwrócił się przeciwko dowódcy i ogłosił własny „plan z Casa Mata” zakładający proklamowanie republiki. W 1823 roku wziął udział w przewrocie przeciwko Iturbidemu, który został obalony. W 1827 roku został wicegubernatorem, następnie gubernatorem stanu Veracruz.

### Prezydentura w 1833 roku
W 1828 roku wsparł Vicente Guerrero (1782–1831) w jego walce o urząd prezydenta, a później doprowadził do jego usunięcia z urzędu. Santa Anna zyskał duże uznanie za udział w walkach z Hiszpanami w 1829 roku, którzy próbowali odzyskać swoją dawną kolonię – ogłoszono go wtedy „bohaterem Tampico”. Następnie przyczynił się do obalenia Guerrero na rzecz Anastasio Bustamante (1780–1853), którego również obalił dwa lata później.
Jego „mir wojskowy” pomógł mu w zdobyciu prezydentury w 1833 roku, kiedy wystąpił jako zwolennik federalizmu i przeciwnik Kościoła katolickiego. Po kilku tygodniach ustąpił z urzędu powołując się na przyczyny zdrowotne, co uwolniło go od podejmowania trudnych decyzji. Następnie do władzy doszedł Valentín Gómez Farías (1781–1858), którego prezydentura od 2 czerwca 1833 do 24 kwietnia 1834 roku była przerywana kilkokrotnie powrotami do władzy Santa Anny. Santa Anna obejmował funkcję prezydenta w 1833 roku pomiędzy 16 maja a 3 czerwca, 18 czerwca a 3 lipca oraz 27 października a 15 grudnia.

### Prezydentura 1834–1835
Następnie Santa Anna zaczął obwiniać Valentína Gómeza Faríasa i federalistów o stale pogarszający się stan państwa. Zwrócił się ku konserwatystom, powrócił do stolicy i przy wsparciu „planu de Cuernavaca” po raz kolejny został prezydentem kraju. Ogłosił, że Meksyk nie jest gotowy na demokrację i doprowadził do utworzenia w 1835 roku silnie scentralizowanego aparatu administracyjnego. Wygnał swojego wiceprezydenta, rozwiązał Kongres i ogłosił się dyktatorem. Rządził bez Kongresu, programu, budżetu i rządu w okresie od 24 kwietnia 1834 roku do 28 stycznia 1835 roku. W 1835 roku rozprawił się z liberałami z Zacatecas, którzy przeciwstawiali się jego autokratycznym rządom i redukcji funduszy na wojsko. Musiał jednak zawiesić urzędowanie, by podjąć walkę z rebeliantami w Teksasie a jako swojego następcę namaścił Miguela Barragána (1789–1836).

### Rewolucja teksańska 1835–1836

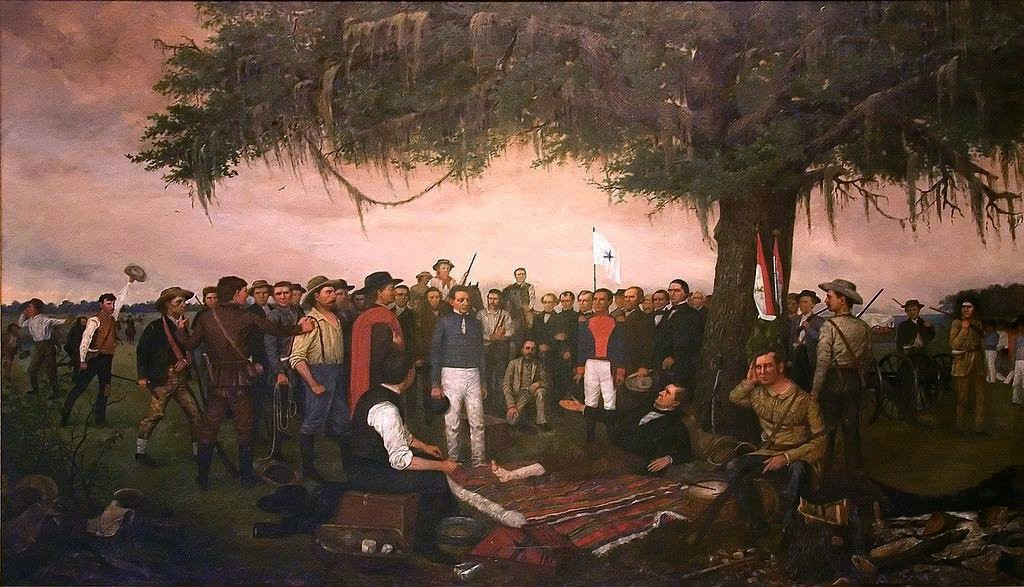
Santa Anna poddaje się, obraz Williama Henry’ego Huddle’a (1847–1892) z 1886 roku, ukazujący scenę poddania się Santa Anny po bitwie pod San Jacinto

W grudniu 1835 roku Santa Anna zebrał 6-tysięczną armię i na początku 1836 roku wyruszył do Teksasu. W tym czasie Teksańczycy ogłosili swoją niepodległość i 2 marca 1836 roku proklamowali Republikę Teksasu. Meksykanie pokonali powstańców w Alamo i pod Goliad, a wszyscy jeńcy zostali straceni z rozkazu Santa Anny. Następnie armia Santa Anny udała się na wschód w kierunku rzeki San Jacinto, gdzie 21 kwietnia 1836 roku została pokonana przez wojska Sama Houstona (1793–1863). Santa Anna w ciągu 20 minut miał stracić 500 żołnierzy, podczas gdy straty Houstona wyniosły 6 żołnierzy. Santa Anna został pojmany i doprowadzony do Houstona, który wbrew głosom wymierzenia Santa Annie najwyższej kary przez powieszenie, zmusił go do podpisania traktatu pokojowego uznającego niepodległość Teksasu. Następnie Santa Anna został odesłany do Waszyngtonu, gdzie spotkał się z prezydentem Andrew Jacksonem (1767–1845) i został puszczony wolno.
W 1837 roku Santa Anna powrócił do Meksyku, gdzie podczas jego nieobecności pozbawiono go urzędu, a jego miejsce zajął Busamante. Santa Anna powrócił do swojego majątku Manga de Clavo w Veracruz.

### Wojna francusko-meksykańska (1838) i przejęcie władzy (1839)
W 1838 roku marynarka francuska próbowała zająć Veracruz w odwecie za szkody, jakie ponieśli obywatele francuscy w Meksyku. Francuzi domagali się odpowiednich reparacji. Santa Anna zwołał armię meksykańską i poprowadził do Veracruz, gdzie jedynie ostrzelał statki francuskie, które już wypływały z portu. W czasie walk stracił nogę. Dzięki temu zyskał sobie opinię „bohatera Meksyku”, co pomogło mu po raz kolejny w objęciu władzy w kraju, którą sprawował tymczasowo od marca do lipca 1839 roku, podczas gdy oficjalny prezydent był za granicą. Wkrótce został odsunięty od władzy, lecz powrócił w 1841 roku i utrzymał się do 1845 roku, kiedy to został obalony i skazany na dożywotnią banicję. Schronienie znalazł na Kubie.

### Wojna amerykańsko-meksykańska 1846–1848
W 1846 roku nieuregulowane sprawy granicy z Teksasem doprowadziły do wybuchu wojny ze Stanami Zjednoczonymi. Santa Anna skontaktował się wówczas z prezydentem amerykańskim Jamesem Knoxem Polkiem (1795–1849), aby ten pozwolił mu przedostać się przez amerykańską blokadę morską w celu rzekomego negocjowania warunków pokojowych. Santa Anna obiecał Amerykanom, że użyje swych wpływów, aby przekonać Meksykanów do złożenia broni. Po swoim powrocie Santa Anna przejął dowodzenie nad armią meksykańską. Jednak zamiast podjęcia „działań pokojowych” zwrócił się przeciwko Amerykanom. Armia generała Zacharego Taylora (1784–1850) – politycznego przeciwnika Polka w nadchodzących wyborach prezydenckich w 1850 roku – została pozbawiona regularnych sił, które odesłano generałowi Winfieldowi Scottowi (1786–1866) i wydawała się łatwym celem. Zimą 1846 roku Santa Anna stanął na czele 20 tys. żołnierzy i pomaszerował na spotkanie z armią Taylora, któremu jednak udało się uniknąć porażki w tym starciu i pokonać Meksykan w lutym 1847 roku w bitwie pod Buena Vista w stanie Coahuila. Ostatecznie Meksykanie zostali rozgromieni przez wojska generała Scotta pod Cerro Gordo. Santa Anna znowu musiał opuścić kraj i od 1847 roku przebywał na wygnaniu na Jamajce (1848–1850), a potem w Kolumbii (1850–1853).

### Dyktatura w latach 1853–1855

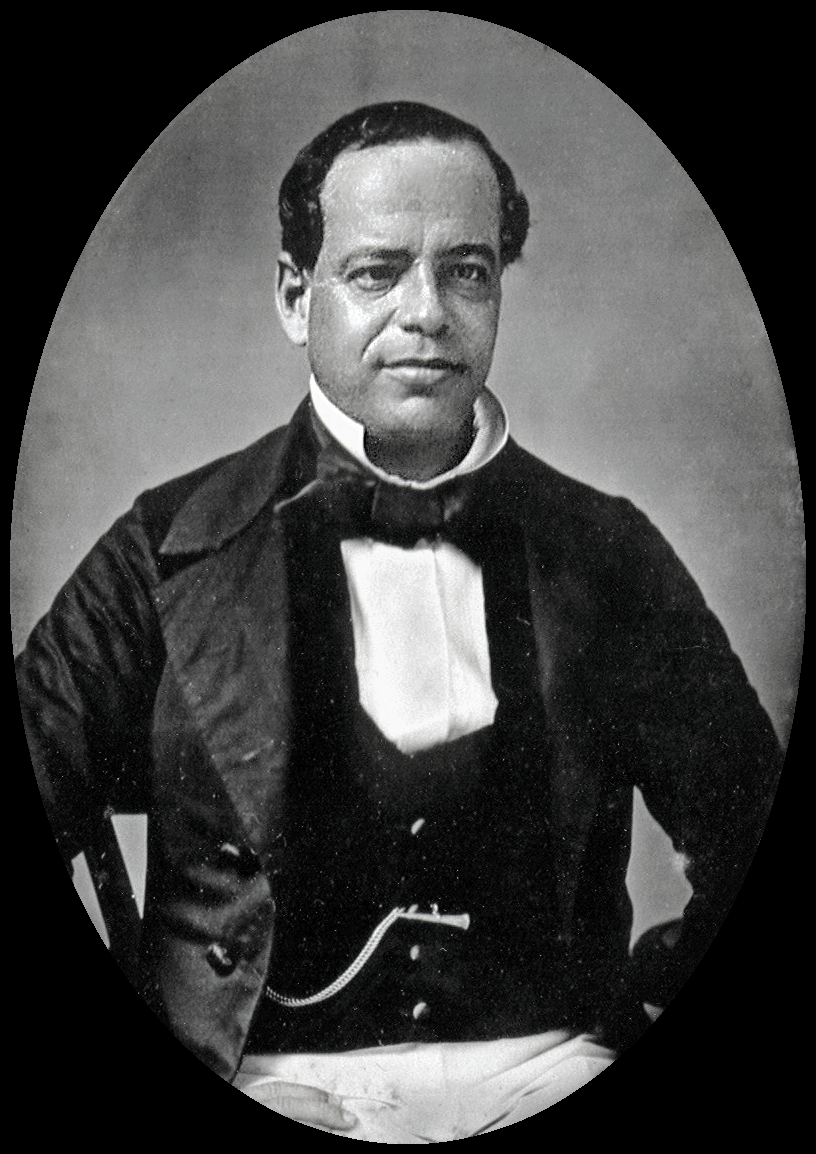
Santa Anna, ok. 1853 roku

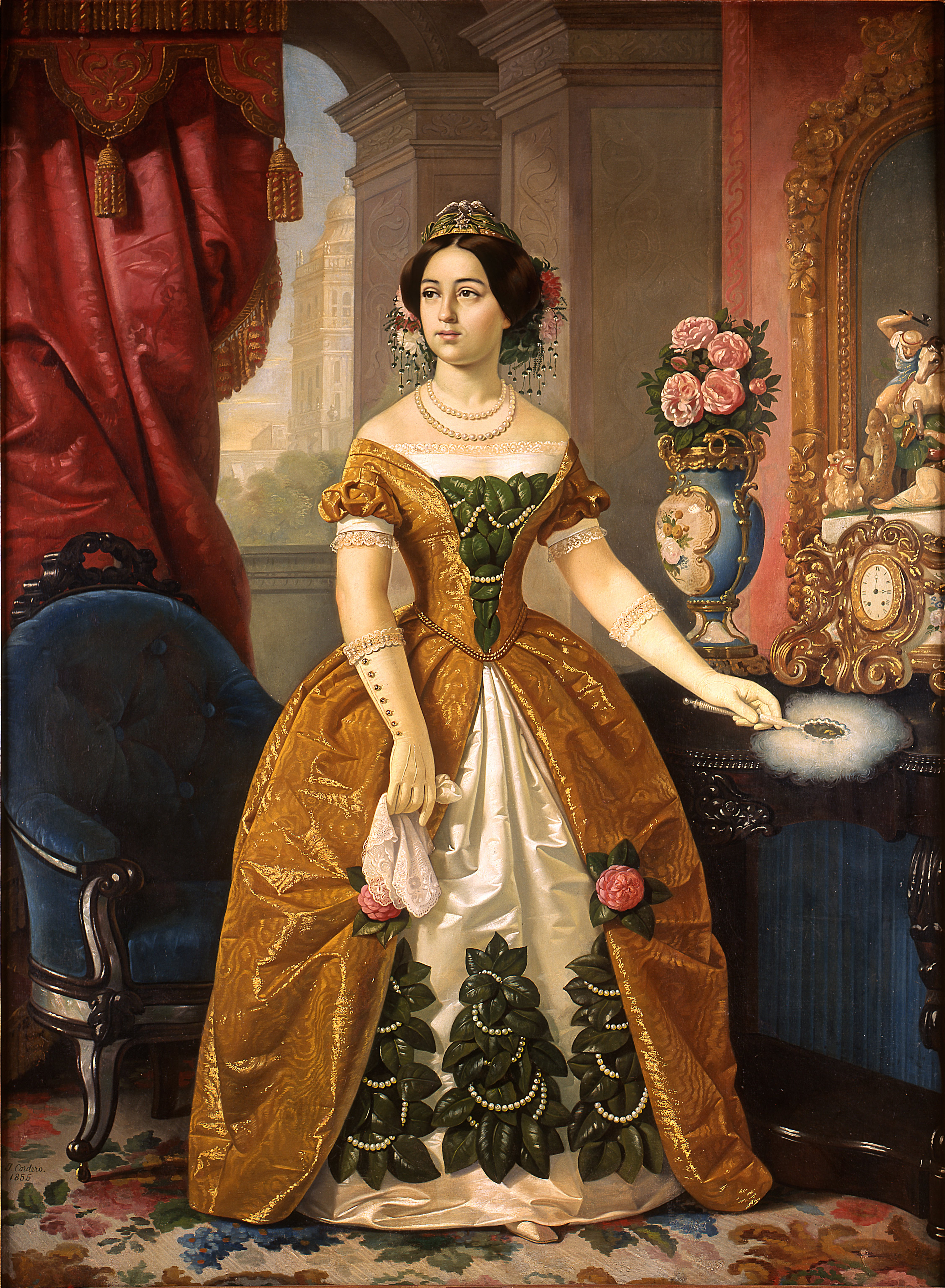
Portret Dolores de Tosta, drugiej żony Santa Anny, Juan Cordero, 1855

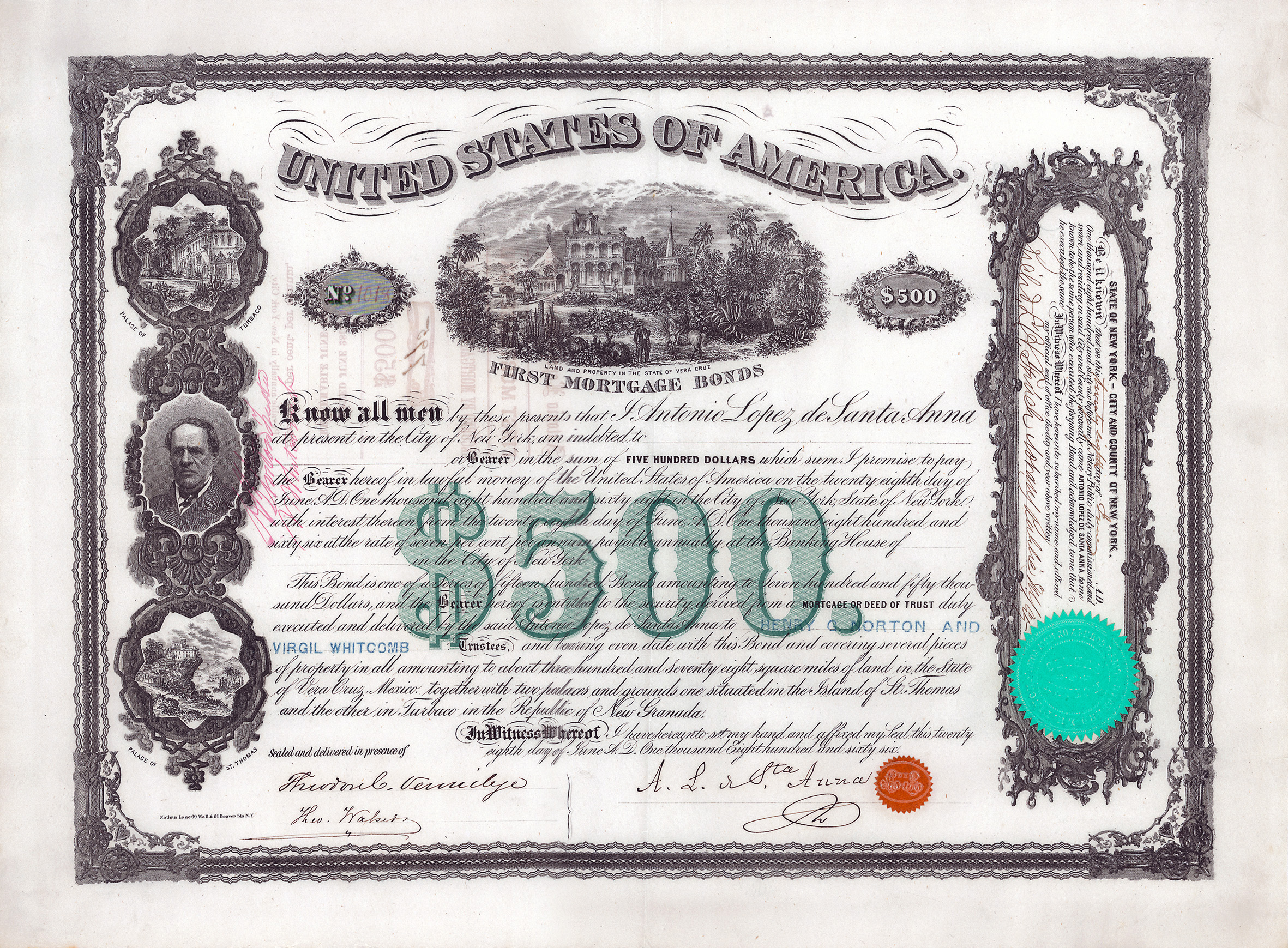
Obligacja hipoteczna na kwotę 500 dolarów, wystawiona przez Antonio Lópeza de Santa Annę w dniu 28 czerwca 1866 r. podczas jego wygnania w Nowym Jorku i podpisana przez niego własnoręcznie. Obligacja przedstawia jego pałace i posiadłości, które zostały zastawione jako zabezpieczenie.

W 1853 roku został zaproszony do kraju przez stronnictwo konserwatystów, którzy próbowali przejąć władzę. Razem z nimi ponownie udało mu się zapanować nad Meksykiem. Rządy rozpoczął od ograniczenia wolności prasy i utworzenia komisji do znalezienia europejskiego księcia, by powierzyć mu tron Meksyku. Utworzył tajną policję, by nękać opozycję. Ustanowił przymusową rekrutację do armii, na którą silnie łożył z budżetu. Wkrótce kraj stanął na krawędzi bankructwa, a Santa Anna zmuszony był wprowadzić nowe podatki od nieruchomości, handlu i produkcji przemysłowej. Wprowadzono nawet podatki od liczby okien, drzwi i zwierząt domowych. W grudniu 1853 roku Stany Zjednoczone złożyły Santa Annie ofertę „nie do odrzucenia” zakupu części terytorium Meksyku – doliny La Mesilla (południowych ziem obecnych stanów Nowego Meksyku i Arizony). Santa Anna sprzedał ziemię o powierzchni 109 574 km² (tzw. zakup Gadsdena). Wówczas na południu Meksyku Benito Juárez (1806–1872) i Ignacio Comonfort (1812–1863) zorganizowali rewoltę – proklamując „plan ayutlański” – w wyniku której Santa Anna został obalony w 1855 roku i zmuszony po raz kolejny do opuszczenia kraju.

### Emigracja i powrót do Meksyku
Santa Anna przebywał najpierw w Kolumbii i na wyspie Saint Thomas. Podczas pobytu w Stanach Zjednoczonych w 1863 roku zaproponował swoje usługi w obaleniu cesarza Maksymiliana I osadzonego na tronie meksykańskim przez Francuzów, jednocześnie oferował swoje doświadczenie cesarzowi, przeciwko któremu knuł spisek. Obydwie propozycje zostały odrzucone.
W latach 1867–1874 mieszkał na Kubie, Dominikanie i w Nassau. Zerwał z polityką i poświęcił się pisaniu pamiętników.
W 1874 roku wykorzystał ogłoszenie amnestii generalnej w kraju i wrócił do Meksyku. Dwa lata później, 21 czerwca 1876, zmarł w ubóstwie i zapomnieniu w mieście Meksyk. Został pochowany na cmentarzu Tepeyac niedaleko Villa de Guadalupe.
Był dwukrotnie żonaty – z Inés Garcíą, którą poślubił w 1824 roku i z Maríą Dolores de Tosta, z którą wziął ślub kilka miesięcy po śmierci pierwszej żony w 1844 roku.
Santa Anna posiadał przyciągającą osobowość oraz wybitne zdolności przywódcze. Jego ekstrawagancki styl życia, umiłowanie luksusu i żądza władzy połączone z niekompetencją w sprawach państwowych doprowadziły Meksyk na skraj upadku, a jego samego do ubóstwa i utraty poważania.
Bywa nazywany „Attylą cywilizacji meksykańskiej” i „Napoleonem Zachodu”.

## Odznaczenia
- Wielki Mistrz Orderu Najświętszej Marii Panny z Guadalupe[15]
- Krzyż Wielki Orderu Karola III (Hiszpania)[15]
- Krzyż Kawalerski Orderu Orła Czerwonego (Prusy)[15]
- Wielka Wstęga Orderu Leopolda (1855, Belgia)[16]